# طوبی (فیلم)
طوبی فیلمی به کارگردانی خسرو ملکان و در سال ۱۳۶۷ پخش شده است

## خلاصه داستان
طوبی و همسرش که قاچاقچی مواد مخدر است، از جنوب کشور به تهران می‌آیند. او که ناخواسته در دام اعمال غیرقانونی همسرش گرفتار شده، در جابجایی مقداری مواد مخدر به هفت سال زندان محکوم می‌شود. مرد در غیاب طوبی قادر به ادارهٔ زندگی نیست و…

## بازیگران
- پروانه معصومی
- ایرج راد
- افسانه بایگان
- مهدی صباغی
- اکبر دودکار
- فاطمه طاهری
- یلدا نعمت‌الهی
- حسن تراب زاده
- حسین صفاریان
- مجید علی‌زاده
- مهدی میرزازاده
- شمس‌اله دولتشاهی
- امیر زمانی
- فاطمه یوسفی
- غضنفر راوندی
- فاطمه دانش زاد